# 広政秀之
広政 秀之（ひろまさ ひでゆき、1967年3月23日 - ）は、大阪府大阪市出身の日本の元プロ野球選手。

## 来歴
大阪商業高校時代は高校通算43本塁打を記録し、高校3年時にはPL学園高校の桑田真澄から本塁打を放っている。本格派の投手でもあり、ストレート、カーブを武器とした。
高校卒業後は東北福祉大学に進学するも父の病で中退。その後は幸福相互商事に勤務しながら軟式野球でプレーし松田清が開設した松田野球塾にも入塾、1988年に近鉄バファローズにドラフト外でテスト入団した。現役時代に一軍出場はなく1992年に戦力外となり退団。その後は生命保険会社に勤務した。
通信制の星槎大学で教職を取得し、京都明徳高等学校の野球部長を務める。

## 詳細情報

### 年度別投手記録
- 一軍公式戦出場なし

### 背番号
- 63（1989年 - 1992年）